# Žďár nad Orlicí
Žďár nad Orlicí település Csehországban, Rychnov nad Kněžnou-i járásban. Žďár nad Orlicí Borohrádek, Albrechtice nad Orlicí, Čestice, Nová Ves, Týniště nad Orlicí, Zdelov és Lípa nad Orlicí településekkel határos. Lakosainak száma 545 fő (2024. január 1.).

## Népesség
A település lakosságának változását az alábbi diagram mutatja:
| Lakosok száma | 787  | 785  | 836  | 593  | 479  | 435  | 480  | 516  | 509  | 545  |
|               | 1869 | 1900 | 1921 | 1961 | 1980 | 2011 | 2016 | 2019 | 2021 | 2024 |